# Зеленогаевка
Зеленогаевка (до 1947 года — Руствечко; пол. Rustweczko; укр. Зеленогаївка, Руствечко) — упразднённое село Мостисского района Львовской области.

## История
По состоянию на 1880 год в селе, которое называлось Руствечко, проживало 215 жителей в 47 домовладениях. Село входило в состав Королевства Галиции и Лодомерии. Этнический состав преимущественно греко- и римо-католики.
По состоянию на 1939 год население составляло 350 человек, из которых 20 украинцев, 300 поляков и 30 евреев. Село входило в состав гмины Мосциска Львовского воеводства Польской республики.
В 1939 году село включено в состав Мостисского района новообразованной Львовской области.
В 1946 г. указом ПВС УССР село Руствечко переименовано в Зеленогаевку.
Входило в состав Тщенецкого сельского совета.
В 1987 году ликвидировано в связи с переселением жителей в другой населённый пункт.